# Col de la Portette (massif du Vercors)
Pour les articles homonymes, voir Col de la Portette.
Le col de la Portette est un col de France situé à 1 173 mètres d'altitude dans le département de la Drôme, dans le massif du Vercors.